# Juan Mónaco
Juan Mónaco (Tandil, 29 maart 1984) is een voormalig Argentijns professioneel tennisser. In zijn profcarrière behaalde hij negen ATP-titels, waarvan acht op gravel en één op hardcourt.

## Carrière

### 2004
Mónaco maakte zijn grandslamdebuut op Roland Garros 2004, hij verloor hier in de tweede ronde van zijn landgenoot Guillermo Coria. Dit was het eerste jaar voor Mónaco dat hij op de eindejaarsranglijst in de top 75 stond.

### 2005
Mónaco speelde alle grandslamtoernooien in 2005, maar wist nergens de tweede ronde te bereiken. Zijn ontwikkeling stagneerde ten opzichte van 2004, hij eindigde namelijk het jaar niet in de top 75, maar op de 85e positie.

### 2006
Mónaco behaalde de kwartfinale in het ATP-toernooi van Kitzbühel en boekte ook op grandslamniveau progresse vergeleken met voorgaande jaren. Hij behaalde de derde ronde op Roland Garros 2006 en de tweede ronde op de Australian Open 2006.
Dit jaar eindigde Mónaco opnieuw in de top 75 op de eindejaarsranglijst.

### 2007
Op 25 februari 2007 won Mónaco zijn eerste ATP-titel, in de finale van het ATP-toernooi van Buenos Aires versloeg hij Alessio di Mauro.
In mei won Mónaco zijn tweede titel, op het toernooi van Pörtschach (Oostenrijk) versloeg hij in de finale Gaël Monfils.
In juli wist hij zijn derde titel te bemachtigen, opnieuw in Oostenrijk. Hij wist in het toernooi van Kitzbühel de Italiaan Potito Starace te verslaan. Na dit toernooi drong Mónaco voor het eerst in zijn carrière de top 25 binnen.
Op grandslamniveau zette Mónaco zijn persoonlijk beste resultaat neer door bij zowel Roland Garros 2007 als US Open 2007 de vierde ronde te behalen.

### 2008
Mónaco won samen met zijn dubbelpartner Luis Horna zijn eerste dubbeltitel (hij zou in zijn carrière drie dubbeltitels behalen). Hij deed dit op het ATP-toernooi van Auckland. In de Australian Open die hier vlak op volgde zette Mónaco zijn beste prestatie op dit toernooi ooit neer, hij behaalde de derde ronde.

### 2017
In mei 2017 kondigde Mónaco aan te stoppen met professioneel tennis. Zijn laatste wedstrijd speelde hij op het ATP-toernooi van Houston 2017 tegen Dustin Brown (verlies in de eerste ronde).

## Palmares
| Legenda                       | Legenda               |
| ----------------------------- | --------------------- |
| Grand Slam                    |                       |
| Olympische Spelen             |                       |
| tot 2009                      | vanaf 2009            |
| Tennis Masters Cup            | ATP Finals            |
| ATP Masters Series            | ATP Tour Masters 1000 |
| ATP International Series Gold | ATP Tour 500          |
| ATP International Series      | ATP Tour 250          |

### Enkelspel
| Nr.              | Datum             | Toernooi         | Ondergrond    | Tegenstander in finale | Score            | Details |
| ---------------- | ----------------- | ---------------- | ------------- | ---------------------- | ---------------- | ------- |
| Gewonnen finales |                   |                  |               |                        |                  |         |
| 1.               | 25 februari 2007  | ATP Buenos Aires | Gravel        | Alessio di Mauro       | 6-1, 6-2         | Details |
| 2.               | 26 mei 2007       | ATP Pörtschach   | Gravel        | Gaël Monfils           | 7–6(3), 6–0      | Details |
| 3.               | 29 juli 2007      | ATP Kitzbühel    | Gravel        | Potito Starace         | 5-7, 6-3, 6-4    | Details |
| 4.               | 5 februari 2012   | ATP Viña del Mar | Gravel        | Carlos Berlocq         | 6-3, 6-7(1), 6-1 | Details |
| 5.               | 15 april 2012     | ATP Houston (1)  | Gravel        | John Isner             | 6–2, 3–6, 6–3    | Details |
| 6.               | 22 juli 2012      | ATP Hamburg      | Gravel        | Tommy Haas             | 7–5, 6–4         | Details |
| 7.               | 30 september 2012 | ATP Kuala Lumpur | Hardcourt (i) | Julien Benneteau       | 7-5, 4-6, 6-3    | Details |
| 8.               | 25 mei 2013       | ATP Düsseldorf   | Gravel        | Jarkko Nieminen        | 6-4, 6-3         | Details |
| 9.               | 10 april 2016     | ATP Houston (2)  | Gravel        | Jack Sock              | 3-6, 6-3, 7-5    | Details |
| Verloren finales |                   |                  |               |                        |                  |         |
| 1.               | 10 april 2005     | ATP Casablanca   | Gravel        | Mariano Puerta         | 4–6, 1–6         | Details |
| 2.               | 3 februari 2008   | ATP Viña del Mar | Gravel        | Fernando González      | Walk-over        | Details |
| 3.               | 24 mei 2008       | ATP Pörtschach   | Gravel        | Nikolaj Davydenko      | 2–6, 6–2, 2–6    | Details |
| 4.               | 22 februari 2009  | ATP Buenos Aires | Gravel        | Tommy Robredo          | 5–7, 6–2, 6–7(5) | Details |
| 5.               | 19 juli 2009      | ATP Båstad       | Gravel        | Robin Söderling        | 3–6, 6–7(4)      | Details |
| 6.               | 27 september 2009 | ATP Boekarest    | Gravel        | Albert Montañés        | 6–7(2), 6–7(5)   | Details |
| 7.               | 7 februari 2010   | ATP Santiago     | Gravel        | Thomaz Bellucci        | 2–6, 6–0, 4–6    | Details |
| 8.               | 6 november 2011   | ATP Valencia     | Hardcourt (i) | Marcel Granollers      | 2–6, 6–4, 6–7(3) | Details |
| 9.               | 15 juli 2012      | ATP Stuttgart    | Gravel        | Janko Tipsarević       | 4–6, 7–5, 3–6    | Details |
| 10.              | 3 augustus 2013   | ATP Kitzbühel    | Gravel        | Marcel Granollers      | 6-0, 6-7(3), 4-6 | Details |
| 11.              | 27 juli 2014      | ATP Gstaad       | Gravel        | Pablo Andújar          | 3-6, 5-7         | Details |
| 12.              | 1 maart 2015      | ATP Buenos Aires | Gravel        | Rafael Nadal           | 4-6, 1-6         | Details |
| Gewonnen finales |                   |                  |               |                        |                  |         |
| 1.               | 11 januari 2004   | São Paulo-1      | Hardcourt     | Adrian Garcia          | 6-4, 7-6(4)      |         |

### Dubbelspel
| Nr.                          | Datum            | Toernooi            | Ondergrond | Partner          | Tegenstanders in finale         | Score            | Details |
| ---------------------------- | ---------------- | ------------------- | ---------- | ---------------- | ------------------------------- | ---------------- | ------- |
| Gewonnen finales herendubbel |                  |                     |            |                  |                                 |                  |         |
| 1.                           | 11 januari 2008  | ATP Auckland        | Hardcourt  | Luis Horna       | Xavier Malisse Jürgen Melzer    | 6-4, 3-6, [10-7] | Details |
| 2.                           | 14 april 2008    | ATP Valencia        | Gravel     | Máximo González  | Travis Parrott Filip Polášek    | 7-5, 7-5         | Details |
| 3.                           | 10 januari 2015  | ATP Doha            | Hardcourt  | Rafael Nadal     | Julian Knowle Philipp Oswald    | 6-3, 6-4         | Details |
| Verloren finales herendubbel |                  |                     |            |                  |                                 |                  |         |
| 1.                           | 3 februari 2008  | ATP Viña del Mar    | Hardcourt  | Máximo González  | José Acasuso Sebastián Prieto   | 1-6, 0-3 opgave  | Details |
| 2.                           | 15 februari 2009 | ATP Costa do Sauípe | Gravel     | Lucas Arnold Ker | Marcel Granollers Tommy Robredo | 4-6, 5-7         | Details |
| 3.                           | 10 februari 2013 | ATP Viña del Mar    | Gravel     | Rafael Nadal     | Paolo Lorenzi Potito Starace    | 2-6, 4-6         | Details |

## Prestatietabellen

### Enkelspel
| Legenda | Legenda                          |
| ------- | -------------------------------- |
| g.t.    | geen toernooi gehouden           |
| l.c.    | lagere categorie                 |
| –       | niet deelgenomen                 |
| G       | uitgeschakeld in de groepsfase   |
| 1R      | uitgeschakeld in de eerste ronde |
| 2R      | uitgeschakeld in de tweede ronde |
| 3R      | uitgeschakeld in de derde ronde  |
| 4R      | uitgeschakeld in de vierde ronde |
| KF      | uitgeschakeld in de kwartfinale  |
| HF      | uitgeschakeld in de halve finale |
| F       | de finale verloren               |
| W       | het toernooi gewonnen            |
| w-v     | winst/verlies-balans             |

| Grandslamtoernooien   |               |               |               |               |               |               |               |               |        |               |               |               |        |        |         |
| Australian Open       | –             | 1R            | 2R            | 1R            | 3R            | 1R            | 3R            | 2R            | 1R     | 1R            | 1R            | 1R            | –      | –      | 6-11    |
| Roland Garros         | 2R            | 1R            | 3R            | 4R            | 1R            | 2R            | 1R            | 1R            | 4R     | 1R            | 2R            | 2R            | 2R     | –      | 13-13   |
| Wimbledon             | –             | 1R            | –             | 1R            | –             | 1R            | –             | 1R            | 3R     | 3R            | –             | 2R            | 2R     | –      | 6-8     |
| US Open               | 1R            | 1R            | 1R            | 4R            | 1R            | 1R            | 1R            | 4R            | 1R     | 1R            | 1R            | –             | 1R     | –      | 6-12    |
| Winst-verlies         | 1-2           | 0-4           | 3-3           | 6-4           | 2-3           | 1-4           | 2-3           | 4-4           | 5-4    | 2-4           | 1-3           | 2-3           | 2-3    | 0-0    | 31-44   |
| Tennis Masters Cup    |               |               |               |               |               |               |               |               |        |               |               |               |        |        |         |
| ATP World Tour Finals | –             | –             | –             | –             | –             | –             | –             | –             | –      | –             | –             | –             | –      | –      | 0-0     |
| ATP Masters 1000      |               |               |               |               |               |               |               |               |        |               |               |               |        |        |         |
| Indian Wells          | –             | 2R            | –             | 1R            | 4R            | –             | KF            | 2R            | 3R     | 2R            | 2R            | 3R            | 1R     | 1R     | 9-11    |
| Miami                 | 3R            | 1R            | 1R            | 2R            | 3R            | 2R            | 3R            | 3R            | HF     | 2R            | 1R            | KF            | 2R     | 1R     | 16-14   |
| Monte Carlo           | –             | –             | –             | –             | 2R            | 3R            | 2R            | 1R            | 1R     | 2R            | 1R            | 2R            | –      | –      | 7-7     |
| Madrid                | –             | –             | –             | 3R            | 1R            | 3R            | 3R            | 3R            | –      | 2R            | 2R            | 2R            | 1R     | –      | 14-11   |
| Rome                  | –             | 2R            | 1R            | –             | 2R            | KF            | 2R            | 2R            | 3R     | 1R            | 1R            | 2R            | KF     | –      | 13-10   |
| Hamburg               | –             | 2R            | 2R            | 2R            | 3R            | n.v.t.        | n.v.t.        | n.v.t.        | n.v.t. | n.v.t.        | n.v.t.        | n.v.t.        | n.v.t. | n.v.t. | 5-4     |
| Montréal/Toronto      | –             | –             | –             | –             | –             | –             | –             | 1R            | 3R     | –             | –             | –             | –      | –      | 1-2     |
| Cincinnati            | –             | –             | –             | 3R            | –             | –             | 1R            | 2R            | 2R     | 2R            | –             | –             | 2R     | –      | 5-6     |
| Shanghai              | geen toernooi | geen toernooi | geen toernooi | geen toernooi | geen toernooi | 1R            | HF            | 1R            | 2R     | –             | 3R            | –             | –      | –      | 8-7     |
| Parijs                | –             | –             | –             | 1R            | 2R            | 2R            | 2R            | KF            | 3R     | –             | –             | –             | –      | –      | 7-6     |
| Olympische Spelen     |               |               |               |               |               |               |               |               |        |               |               |               |        |        |         |
| Olympische Spelen     | –             | geen toernooi | geen toernooi | geen toernooi | 1R            | geen toernooi | geen toernooi | geen toernooi | 2R     | geen toernooi | geen toernooi | geen toernooi | 2R     | g.t.   | 2-3     |
| Statistieken          |               |               |               |               |               |               |               |               |        |               |               |               |        |        |         |
| Totaal aantal titels  | 1             | 0             | 0             | 2             | 0             | 0             | 0             | 0             | 4      | 1             | 0             | 0             | 1      | 0      | 9       |
| Totaal winst-verlies  | 16-13         | 17-25         | 18-23         | 41-19         | 28-20         | 36-26         | 30-20         | 31-27         | 40-19  | 25-23         | 22-20         | 21-19         | 17-14  | 0-3    | 342-271 |
| Eindejaarsranking     | 72            | 88            | 70            | 23            | 47            | 30            | 26            | 26            | 12     | 42            | 62            | 53            | 65     | n.v.t. | n.v.t.  |

N.B. "g.t." = geen toernooi / "l.c." = lagere categorie

### Dubbelspel, grandslamtoernooien
| Toernooi        | 2004 | 2005 | 2006 | 2007 | 2008 | 2009 | 2010 | 2011 | 2014 | 2015 |
| --------------- | ---- | ---- | ---- | ---- | ---- | ---- | ---- | ---- | ---- | ---- |
| Australian Open | –    | 1R   | 1R   | –    | 1R   | 3R   | –    | 2R   | –    | 1R   |
| Roland Garros   | –    | 1R   | –    | 1R   | –    | –    | –    | –    | KF   | –    |
| Wimbledon       | –    | 1R   | –    | –    | –    | 1R   | –    | –    | –    | –    |
| US Open         | 1R   | –    | –    | 1R   | HF   | 2R   | –    | 1R   | 1R   | –    |